# 杜比翁基區

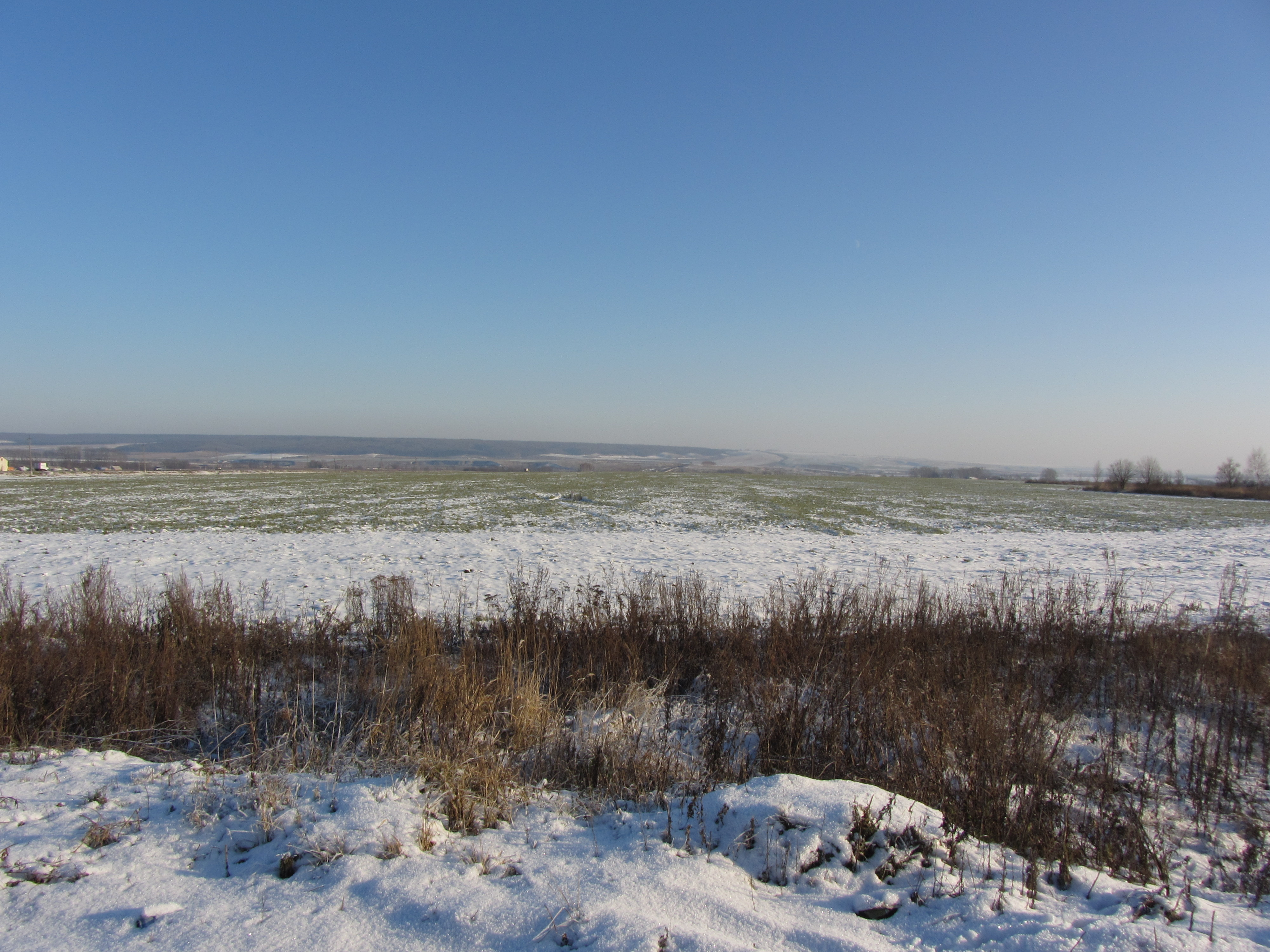

54°26′N 46°18′E / 54.433°N 46.300°E
杜比翁基區（俄语：Дубёнский район），是俄羅斯的一個區，位於該國西部，由莫爾多維亞共和國負責管轄，面積896.9平方公里，2010年人口13,851，人口密度每平方公里15.44人。